# Jan IV van Vendôme
Jan IV van Vendôme (overleden rond 1230) was van 1217 tot aan zijn dood graaf van Vendôme. Hij behoorde tot het huis Montoire.

## Levensloop
Jan IV was de zoon van heer Peter II van Montoire en diens echtgenote Agnes, dochter van graaf Burchard IV van Vendôme. Na de dood van zijn vader werd hij heer van Montoire.
Als heer van Montoire was Jan een vazal van de graven van Vendôme, met wie hij via zijn moeder verwant was. Samen met zijn neef Jan II van Vendôme huldigde hij in maart 1203 in Parijs koning Filips II van Frankrijk als leenheer van hun gebieden. Nadat zijn oom Jan III in 1217 zonder erfgenamen was overleden, volgde Jan IV hem op als graaf van Vendôme. In 1220 stichtte hij in de buurt van Montoire de cisterciënzerinnenklooster La Virginité. Ook liet hij de stad Vendôme versterken.
In 1226 begeleidde hij koning Lodewijk VIII van Frankrijk bij de Albigenzenkruistocht. Na diens overlijden hetzelfde jaar, steunde Jan IV de minderjarige koning Lodewijk IX en zijn moeder Blanca van Castilië tegen de rebellerende notabelen onder leiding van Peter Mauclerc, hertog van Bretagne, en graaf Hugo X van Lusignan. De koninklijke familie trok zich tijdens de opstand terug in Vendôme, waar op 16 maart 1227 een voorlopige vrede ondertekend werd met de rebellen.
Jan IV van Vendôme overleed rond het jaar 1230.

## Huwelijk en nakomelingen
Jan IV was gehuwd met ene Eglantine, die ook wel Agnes genoemd werd, een vrouw van onbekend gebleven afkomst. Ze kregen volgende kinderen:
- Peter (circa 1200 - 1249), graaf van Vendôme
- Godfried, heer van Lavardin
- Jan, heer van Saint-Laurent-des-Mortiers
- Mathilde, huwde met Hugo van Montigny, heer van Biévy
- Agnes
- Honorine, huwde met heer Godfried van Troo